# ロジェストヴェンスキー (小惑星)
ロジェストヴェンスキー (5360 Rozhdestvenskij) は小惑星帯に位置する小惑星。ロシアの天文学者ニコライ・チェルヌイフが発見した。
ボリショイ劇場などで指揮をしたロシア人指揮者ゲンナジー・ロジェストヴェンスキーから命名された。